# Walt Disney Pictures
Walt Disney Pictures je americké filmové studio vlastněné The Walt Disney Company. Jedná se o pobočku divize The Walt Disney Studios a hlavní produkční společnost pro hrané celovečerní filmy ve Walt Disney Studios.
Animované celovečerní filmy produkované studii Walt Disney Animation Studios, Pixar Animation Studios, DisneyToon Studios, Studiem Ghibli, Marvel Studios a Lucasfilm jsou obvykle distribuovány společností Walt Disney Studios Motion Pictures pod značkou Walt Disney Pictures.
Zámek na logu studia je inspirován zámkem Neuschwanstein. Na začátku roku 2011 bylo logo Walt Disney Pictures ve znělkách a závěrečných titulcích zkráceno na "Disney".